# Svømning under sommer-OL 2012 – 4 x 100m fri mænd
4 x 100 meter fri for mænd under Sommer-OL 2012 vil finde sted 29. juli i London Aquatics Centre. 

## Program
| 29. juli                    | 13:41 | Indledende heat |
| 29. juli                    | 21:55 | Finale          |
| Alle tidspunkt er norsk tid |       |                 |

## Resultater

### Indledende heat
| Placering | Heat | Bane | Nationalitet   | Svømmere                                                                                            | Tid     | Kommentarer |
| --------- | ---- | ---- | -------------- | --------------------------------------------------------------------------------------------------- | ------- | ----------- |
| 1         | 2    | 4    | Australia      | Cameron McEvoy (48.94) James Roberts (48.22) Tommaso D'Orsogna (47.78) James Magnussen (47.35)      | 3.12,29 | Q           |
| 2         | 1    | 1    | USA            | Jimmy Feigen (48.49) Matt Grevers (47.54) Ricky Berens (48.52) Jason Lezak (48.04)                  | 3.12,59 | Q           |
| 3         | 2    | 7    | Rusland        | Andrey Grechin (48.19) Evgeny Lagunov (48.34) Sergei Fesikov (48.68) Nikita Lobintsev (47.56)       | 3.12,77 | Q           |
| 4         | 2    | 3    | Frankrig       | Amaury Leveaux (48.61) Alain Bernard (48.31) Clément Lefert (48.14) Jeremy Stravius (48.32)         | 3.13,38 | Q           |
| 5         | 1    | 3    | Tyskland       | Benjamin Starke (48.96) Markus Deibler (47.99) Christoph Fildebrandt (48.44) Marco di Carli (48.12) | 3.13,51 | Q           |
| 6         | 1    | 4    | Belgien        | Dieter Dekoninck (48.79) Jasper Aerents (48.58) Emmanuel Vanluchene (48.55) Pieter Timmers (47.97)  | 3.13,89 | Q           |
| 7         | 2    | 1    | Sydafrika      | Roland Schoeman (49.00) Darian Townsend (48.26) Gideon Louw (47.92) Graeme Moore (48.75)            | 3.13,93 | Q           |
| 8         | 2    | 2    | Italien        | Luca Dotto (49.27) Andrea Rolla (49.46) Michele Santucci (48.85) Filippo Magnini (48.20)            | 3.15,78 | Q           |
| 9         | 2    | 5    | Brasilien      | Nicolas Oliveira (49.31) Brunto Fratus (48.98) Nicholas Santos (49.68) Marcelo Chierighini (48.17)  | 3.16,14 |             |
| 10        | 1    | 5    | Canada         | Brent Hayden (48.42) Colin Russell (48.67) Richard Hortness (49.12) Thomas Gossland (50.21)         | 3.16,42 |             |
| 11        | 1    | 2    | Kina           | Lu Zhiwu (48.92) Zhang Enjian (49.57) He Jianbin (49.67) Shi Tengfei (48.84)                        | 3.17,00 |             |
| 12        | 2    | 6    | Storbritannien | Simon Burnett (50.47) Grant Turner (48.31) James Disney-May (48.99) Craig Gibbons (49.31)           | 3.17,08 |             |
| 13        | 1    | 7    | Serbien        | Milorad Čavić (48.61) Velimir Stjepanović (49.13) Ivan Lenđer (50.58) Radovan Siljevski (50.47)     | 3.18,79 |             |
| 14        | 1    | 6    | Ungarn         | Peter Bernek (50.29) Gergo Kis (50.68) Gabor Balog (51.47) Krisztian Takacs (49.47)                 | 3.21,91 |             |
| 15        | 2    | 8    | Venezuela      | Cristian Quintero (49.77) Octavio Alesi (50.04) Marcos Lavado (52.59) Crox Acuna (50.28)            | 3.22,68 |             |

## Finale
| Placering | Bane | Nation | Svømmer                                                                                             | Tid     | Noter |
| --------- | ---- | ------ | --------------------------------------------------------------------------------------------------- | ------- | ----- |
| Guld      | 6    | FRA    | Amaury Leveaux (48.13) Fabien Gilot (47.67) Clément Lefert (47.39) Yannick Agnel (46.74)            | 3:09.93 |       |
| Sølv      | 5    | USA    | Nathan Adrian (47.89) Michael Phelps (47.15) Cullen Jones (47.60) Ryan Lochte (47.74)               | 3:10.38 |       |
| Bronze    | 3    | RUS    | Andrey Grechin (48.57) Nikita Lobintsev (47.39) Vladimir Morozov (47.85) Danila Izotov (47.60)      | 3:11.41 |       |
| 4         | 4    | AUS    | James Magnussen (48.03) Matt Targett (47.83) Eamon Sullivan (47.68) James Roberts (48.09)           | 3:11.63 |       |
| 5         | 1    | RSA    | Gideon Louw (48.48) Darian Townsend (48.36) Graeme Moore (48.36) Roland Schoeman (48.27)            | 3:13.45 |       |
| 6         | 2    | GER    | Benjamin Starke (49.03) Markus Deibler (47.97) Christoph Fildebrandt (48.45) Marco di Carli (48.07) | 3:13.52 |       |
| 7         | 8    | ITA    | Luca Dotto (48.73) Marco Orsi (48.42) Michele Santucci (48.88) Filippo Magnini (48.10)              | 3:14.13 |       |
| 8         | 7    | BEL    | Dieter Dekoninck (49.42) Jasper Aerents (48.34) Emmanuel Vanluchene (48.46) Pieter Timmers (48.18)  | 3:14.40 |       |